# Junior (film)
Junior − amerykańska komedia science fiction z 1994.

## Główne role
- Arnold Schwarzenegger – dr Alex Hesse
- Danny DeVito – dr Larry Arbogast
- Emma Thompson – dr Diana Reddin
- Frank Langella – Noah Banes
- Pamela Reed – Angela
- Aida Turturro – Louise
- James Eckhouse – Ned Sneller

## Fabuła
Naukowcy dr Alex Hesse i Larry Arbogast pracują nad lekiem zapewniającym zdrowy przebieg ciąży, jednak zostają im cofnięte fundusze, bo otrzymała je dr Diana Reddin, która pracuje nad regulowaniem płodności. W jej laboratorium znajdują się ludzkie komórki jajowe. Larry wykrada jedną z nich, potem płodzi ją przez spermę Alexa i następnie wszczepia mu zarodek. W ten sposób po raz pierwszy zachodzi w ciążę mężczyzna. Umawiają się, że wkrótce przerwą ciążę, jednak Alex postanawia urodzić dziecko.

## Nagrody i nominacje
Oscary za rok 1994
- Najlepsza piosenka - Look What Love Has Done - muz. i sł. Carole Bayer Sager, James Newton Howard, James Ingram, Patty Smyth (nominacja)

Złote Globy 1994
- Najlepszy aktor w komedii/musicalu - Arnold Schwarzenegger (nominacja)
- Najlepsza aktorka w komedii/musicalu - Emma Thompson (nominacja)
- Najlepsza piosenka - Look What Love Has Done - muz. i sł. Carole Bayer Sager, James Newton Howard, James Ingram, Patty Smyth (nominacja)